# 朱常湖
朱常湖（？—1648年）是益宣王朱翊鈏的第十三子，1602年（萬曆三十年），封鄖西王。1647年（清順治四年，明永曆元年、监国鲁二年）七月初四，鄖西王朱常湖和王祁、李长蛟等人起兵反清，率义军攻克建寧府（今福建建瓯），随后连克建阳、崇安、松溪、政和、寿宁等县。1648年三月下旬，清军克建宁，朱常湖、国师王祁死于乱军之中。後來，监国魯王朱以海追封他為閩王。